# China Open 2005 - Qualificazioni singolare maschile
Le qualificazioni del singolare maschile del China Open 2005 sono state un torneo di tennis preliminare per accedere alla fase finale della manifestazione. I vincitori dell'ultimo turno sono entrati di diritto nel tabellone principale. In caso di ritiro di uno o più giocatori aventi diritto a questi sono subentrati i lucky loser, ossia i giocatori che hanno perso nell'ultimo turno ma che avevano una classifica più alta rispetto agli altri partecipanti che avevano comunque perso nel turno finale.
Le qualificazioni del torneo China Open 2005 prevedevano 32 partecipanti di cui 4 sono entrati nel tabellone principale.

## Teste di serie
1. Nathan Healey (Qualificato)
2. Amir Hadad (Qualificato)
3. Toshihide Matsui (ultimo turno)
4. Xin-Yuan Yu (ultimo turno)

1. Luka Gregorc (Qualificato)
2. Hao Lu (secondo turno)
3. Huntley Montgomery (ultimo turno)
4. Yaoki Ishii (secondo turno)

## Qualificati
1. Nathan Healey
2. Amir Hadad

1. Zeng Shaoxuan
2. Luka Gregorc

## Tabellone

### Legenda
| - Q = Qualificato - WC = Wild card - LL = Lucky loser | - ALT = Alternate - SE = Special Exempt - PR = Protected Ranking | - w/o = Walkover - r = Ritirato - d = Squalificato |

### Sezione 1
|  | Primo turno        | Primo turno        | Primo turno | Primo turno | Primo turno |  |  | Secondo turno | Secondo turno      | Secondo turno | Secondo turno | Secondo turno |   |   | Ultimo turno | Ultimo turno  | Ultimo turno  | Ultimo turno | Ultimo turno |  |
|  |                    |                    |             |             |             |  |  |               |                    |               |               |               |   |   |              |               |               |              |              |  |
|  |                    |                    |             |             |             |  |  |               |                    |               |               |               |   |   |              |               |               |              |              |  |
|  |                    |                    |             |             |             |  |  | 1             | Nathan Healey      | 6             | 4             | 6             |   |   |              |               |               |              |              |  |
|  | Sanchai Ratiwatana | Sanchai Ratiwatana | 2           | 6           | 6           |  |  |               | Sanchai Ratiwatana | 3             | 6             | 3             |   |   |              |               |               |              |              |  |
|  | Jordan Kerr        | Jordan Kerr        | 6           | 1           | 3           |  |  |               |                    |               |               |               |   |   | 1            | Nathan Healey | Nathan Healey | 6            | 6            |  |
|  | Ashley Fisher      | Ashley Fisher      | 6           | 4           | 6           |  |  |               |                    |               | Ashley Fisher | Ashley Fisher | 4 | 0 |              |               |               |              |              |  |
|  | Goran Dragicevic   | Goran Dragicevic   | 3           | 6           | 4           |  |  |               | Ashley Fisher      | 6             | 1             | 7             |   |   |              |               |               |              |              |  |
|  |                    |                    |             |             |             |  |  | 8             | Yaoki Ishii        | 2             | 6             | 68            |   |   |              |               |               |              |              |  |
|  |                    |                    |             |             |             |  |  |               |                    |               |               |               |   |   |              |               |               |              |              |  |

### Sezione 2
|  | Primo turno      | Primo turno      | Primo turno      | Primo turno | Primo turno |  |  | Secondo turno | Secondo turno      | Secondo turno      | Secondo turno      | Secondo turno      |   |   | Ultimo turno | Ultimo turno | Ultimo turno | Ultimo turno | Ultimo turno |  |
|  |                  |                  |                  |             |             |  |  |               |                    |                    |                    |                    |   |   |              |              |              |              |              |  |
|  |                  |                  |                  |             |             |  |  |               |                    |                    |                    |                    |   |   |              |              |              |              |              |  |
|  |                  |                  |                  |             |             |  |  | 2             | Amir Hadad         | Amir Hadad         | 6                  | 6                  |   |   |              |              |              |              |              |  |
|  | Guang-Yu Li      | Guang-Yu Li      | Guang-Yu Li      | 6           | 6           |  |  |               | Guang-Yu Li        | Guang-Yu Li        | 2                  | 0                  |   |   |              |              |              |              |              |  |
|  | Xiao-Yu Chen     | Xiao-Yu Chen     | Xiao-Yu Chen     | 1           | 3           |  |  |               |                    |                    |                    |                    |   |   | 2            | Amir Hadad   | Amir Hadad   | 6            | 6            |  |
|  | Robert Lindstedt | Robert Lindstedt | Robert Lindstedt | 6           | 6           |  |  |               |                    | 7                  | Huntley Montgomery | Huntley Montgomery | 1 | 4 |              |              |              |              |              |  |
|  | Wang Yu          | Wang Yu          | Wang Yu          | 1           | 3           |  |  |               | Robert Lindstedt   | Robert Lindstedt   | 3                  | 4                  |   |   |              |              |              |              |              |  |
|  |                  |                  |                  |             |             |  |  | 7             | Huntley Montgomery | Huntley Montgomery | 6                  | 6                  |   |   |              |              |              |              |              |  |
|  |                  |                  |                  |             |             |  |  |               |                    |                    |                    |                    |   |   |              |              |              |              |              |  |

### Sezione 3
|  | Primo turno        | Primo turno        | Primo turno        | Primo turno | Primo turno |  |  | Secondo turno | Secondo turno    | Secondo turno    | Secondo turno | Secondo turno |   |   | Ultimo turno | Ultimo turno     | Ultimo turno     | Ultimo turno | Ultimo turno |  |
|  |                    |                    |                    |             |             |  |  |               |                  |                  |               |               |   |   |              |                  |                  |              |              |  |
|  |                    |                    |                    |             |             |  |  |               |                  |                  |               |               |   |   |              |                  |                  |              |              |  |
|  |                    |                    |                    |             |             |  |  | 3             | Toshihide Matsui | Toshihide Matsui | 6             | 6             |   |   |              |                  |                  |              |              |  |
|  | Jing-Yi Li         | Jing-Yi Li         | Jing-Yi Li         | 6           | 6           |  |  |               | Jing-Yi Li       | Jing-Yi Li       | 2             | 2             |   |   |              |                  |                  |              |              |  |
|  | Yang Bai           | Yang Bai           | Yang Bai           | 3           | 2           |  |  |               |                  |                  |               |               |   |   | 3            | Toshihide Matsui | Toshihide Matsui | 4            | 610          |  |
|  | Zeng Shaoxuan      | Zeng Shaoxuan      | Zeng Shaoxuan      | 6           | 6           |  |  |               |                  |                  | Zeng Shaoxuan | Zeng Shaoxuan | 6 | 7 |              |                  |                  |              |              |  |
|  | Sonchat Ratiwatana | Sonchat Ratiwatana | Sonchat Ratiwatana | 0           | 2           |  |  |               | Zeng Shaoxuan    | 3                | 7             | 2             |   |   |              |                  |                  |              |              |  |
|  |                    |                    |                    |             |             |  |  | 6             | Hao Lu           | 6                | 5             | 0r            |   |   |              |                  |                  |              |              |  |
|  |                    |                    |                    |             |             |  |  |               |                  |                  |               |               |   |   |              |                  |                  |              |              |  |

### Sezione 4
|  | Primo turno    | Primo turno    | Primo turno    | Primo turno | Primo turno |  |  | Secondo turno | Secondo turno  | Secondo turno  | Secondo turno | Secondo turno |   |   | Ultimo turno | Ultimo turno | Ultimo turno | Ultimo turno | Ultimo turno |  |
|  |                |                |                |             |             |  |  |               |                |                |               |               |   |   |              |              |              |              |              |  |
|  |                |                |                |             |             |  |  |               |                |                |               |               |   |   |              |              |              |              |              |  |
|  |                |                |                |             |             |  |  | 4             | Xin-Yuan Yu    | Xin-Yuan Yu    | 6             | 6             |   |   |              |              |              |              |              |  |
|  | Robbie Koenig  | Robbie Koenig  | Robbie Koenig  | 6           | 6           |  |  |               | Robbie Koenig  | Robbie Koenig  | 1             | 1             |   |   |              |              |              |              |              |  |
|  | Zhang Lei      | Zhang Lei      | Zhang Lei      | 2           | 2           |  |  |               |                |                |               |               |   |   | 4            | Xin-Yuan Yu  | 7            | 1            | 2            |  |
|  | Tripp Phillips | Tripp Phillips | Tripp Phillips | 7           | 6           |  |  |               |                | 5              | Luka Gregorc  | 65            | 6 | 6 |              |              |              |              |              |  |
|  | Mirko Pehar    | Mirko Pehar    | Mirko Pehar    | 5           | 4           |  |  |               | Tripp Phillips | Tripp Phillips | 4             | 1             |   |   |              |              |              |              |              |  |
|  |                |                |                |             |             |  |  | 5             | Luka Gregorc   | Luka Gregorc   | 6             | 6             |   |   |              |              |              |              |              |  |
|  |                |                |                |             |             |  |  |               |                |                |               |               |   |   |              |              |              |              |              |  |